# 侵华日军军部旧址
侵华日军军部旧址，即日本侵华军军部大楼旧址（《太原市志》所载名称），位于山西省太原市杏花岭区教场巷，2011年12月31日被列入太原市文物保护单位。
日军1937年11月8日攻占太原，1941年起在太原城内教场巷一带修建军部大楼和军官住宅。1945年，太原光复后，阎锡山的警备司令部在此办公。现在此楼由山西省军区司令部使用。侵华日军军部旧址大楼为钢筋混凝土结构，坐北朝南，十字歇山顶，占地面积大约为20,000平方米。大楼地上四层，地下一层。